# PalaLoBello
Il PalaLoBello è l'unico palazzetto dello sport di Siracusa e la struttura principale della Cittadella dello sport. È stato realizzato principalmente per le attività sportive (e talvolta extra sportive) della città, in sostituzione del retrostante e piccolo Pallone Tensostatico.
L'impianto ha una capienza di 2 700 posti a sedere ed è intitolato dedicato all'ex arbitro di calcio Concetto Lo Bello, nonché ex dirigente di pallamano e pallanuoto e colui il quale ha voluto questo e altri impianti sportivi facenti parte della cittadella sportiva.

## Storia
I lavori, iniziati nel 1983, furono ultimati nel 1994 a tre anni dalla scomparsa del suo padre fondatore, ed è di fatto la struttura principale della cittadella dello sport aretusea. Esso ha ospitato per ben due volte la Final Eight nazionale di pallamano maschile nel 2008 e 2015.
Il 3 dicembre 2003 ha ospitato la finale di Supercoppa Italiana del massimo torneo di pallavolo femminile. Ad affrontarsi furono le squadre di Asystel Volley Novara contro la Pallavolo Sirio Perugia. Ad assistere all'incontro ci furono quasi tremila spettatori.
In passato sono stati coinvolti altri sport, quali il pugilato con match di carattere internazionale, oltre a un'amichevole tra formazioni di Serie A di pallacanestro. Sempre nel 2003 infatti ospitò la gara tra Sicilia Messina e Viola Reggio Calabria in quell'epoca militanti nel massimo campionato di serie A.
Un altro grande evento che ha coinvolto direttamente il Pala Lo Bello e di riflesso la città di Siracusa, sono stati i campionati italiani assoluti di scherma del 2010 (precisamente dal 24 al 27 giugno). La manifestazione si svolse per metà al Teatro greco e per metà al Pala Lo Bello, il quale ospitò anche le finali e la finalissima partecipata da un folto pubblico proveniente da tutta Italia. 
In ultimo sono state ospitate le nazionali di pallamano sia maschile sia femminile, in occasione di gare di qualificazione ai mondiali.

## Società beneficiariee
Il Palazzetto ospita le partite casalinghe delle due attuali squadre pallamaniste della città, l'Albatro Siracusa e l'Aretusa, e precedentemente altre realtà importanti ormai scomparse che hanno vinto lo scudetto come l'Ortigia e l'EOS; insieme a campionati di pallacanestro e di pallavolo, rispettivamente di serie B2 dalla Prativerdi Siracusa e di serie B1 della Costanzo Siracusa. Anche le società di calcio a 5 cittadine hanno usufruito e usufruiscono dell'impianto. Una di queste, l'Ares Siracusa, ha disputato qui il campionato di serie A2 1999-2000. 